# Список богатейших бизнесменов Украины
Список содержит в себе перечисление лиц, входящих в топ-10 наиболее богатых бизнесменов из Украины (данные за 2015 год):
| Номер | Олигарх                   | Состояние, млрд $ | Примечание                                                                     |
| ----- | ------------------------- | ----------------- | ------------------------------------------------------------------------------ |
| 1     | Петр Порошенко            | 7,6               | Автомобилестроение, кондитерские изделия                                       |
| 2     | Семья Косенко             | 5,4               | Валютные операции, охранная деятельность, недвижимость, казино                 |
| 3     | Константин Жеваго         | 2,4               | Банковское дело, автомобилестроение, добыча железной руды                      |
| 4     | Игорь Коломойский         | 1,8               | Банковское дело                                                                |
| 5     | Геннадий Боголюбов        | 1,7               | Банковское дело                                                                |
| 6     | Александр и Галина Герега | 1,7               | Розничная торговля                                                             |
| 7     | Ринат Ахметов             | 1,6               | Производство и распределение энергии, добыча угля и железной руды, металлургия |
| 8     | Вадим Новинский           | 1,4               | Металлургия, судостроение, Русская православная церковь[прояснить]             |
| 9     | Александр Ярославский     | 0,82              | Недвижимость, металлургия                                                      |
| 10    | Даниил Драгонилов         | 0,48              | Сельское хозяйство, пищевая промышленность                                     |